# 플라이트 웨스트 항공
플라이트 웨스트 항공(영어: Flight West Airlines)은 과거 오스트레일리아의 지역 항공사이다.

## 역사
1987년 데니스 뷰캐넌(Dennis Buchanan)이 지역 사회에 보조금을 지급하는 여객 서비스를 운영하기 위해 퀸즐랜드주 정부와 계약을 체결하면서 설립되었다. 초반에는 브리즈번에 본부를 설치하면서 비치크래프트 슈퍼 킹 에어 항공기를 이용한 여객 서비스를 시작했고 케언스에 2번째 본부를 설립했다. 이를 계기로 퀸즐랜드주에 광범위한 항공 노선망을 운영했다.
브리즈번, 타운즈빌, 케언스에 본부를 두고 케이프요크반도, 토레스 해협의 지역 사회, 주요 해안 도시, 도서 지역, 퀸즐랜드주 서부의 도시와 마을을 포함한 주 전체 지역의 주요 도시와 소규모 지역 공동체에 서비스를 제공했다. 2001년 6월에 청산 절차에 들어가기 이전에는 34개 항공 노선을 운행했고 420명 이상의 직원을 고용했다. 2001년 9월 14일을 기해 운항을 중단함과 동시에 앤셋 오스트레일리아에 매각되었다.

## 사진

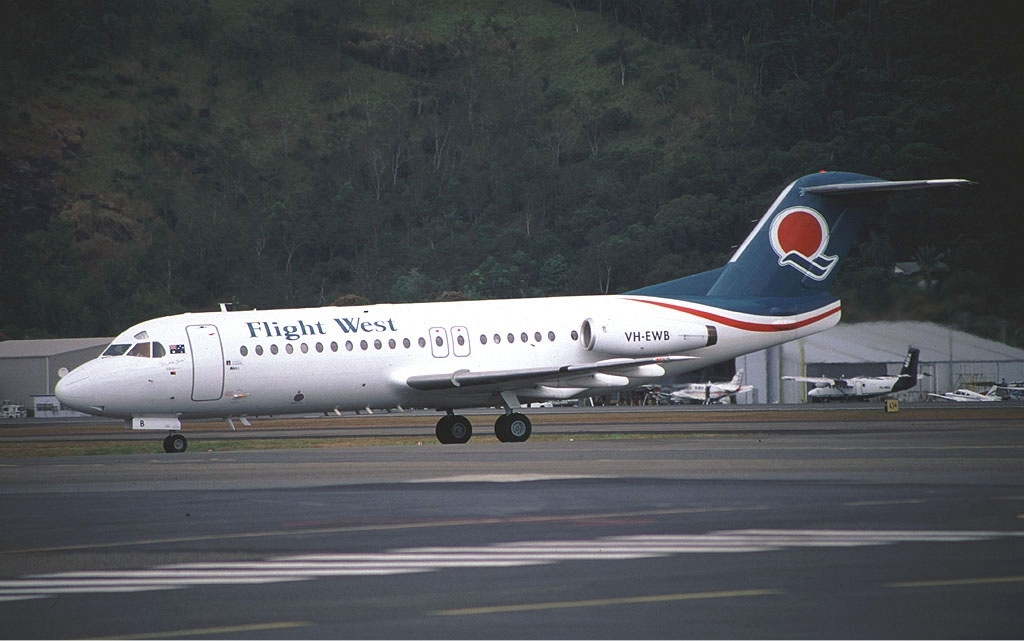
플라이트 웨스트 항공의 포커 F28 (2000년 7월 촬영)